# Zäziwil
Zäziwil là một đô thị trong huyện Bern-Mittelland, bang Bern, Thụy Sĩ. Đô thị này có diện tích 5,41 km2, dân số thời điểm tháng 12 năm 2020 là 1601 người.